# Jacinto Carlos da Silva
Jacinto Carlos da Silva (Angra do Heroísmo, 16 de setembro de 1872 — Angra do Heroísmo, 28 de junho de 1938), 1.º visconde de Agualva, foi um grande comerciante, capitalista, político açoriano. Foi, entre outras funções, Governador-Civil do Distrito de Angra do Heroísmo e Presidente da Câmara Municipal daquela cidade. Era primo direito de Jacinto Cândido da Silva, um importante político dos anos finais da monarquia constitucional portuguesa.

## Biografia
Jacinto Carlos da Silva foi filho do comerciante e capitalista João Carlos da Silva e de sua mulher Francisca Amélia da Silva. João Carlos da Silva, de origens humildes, foi um dos mais ricos comerciantes angrenses, dono de um vasto empório que ia da agricultura ao agenciamento de navios, entre os quais os da linha de vapores portugueses para Nova Iorque e New Bedford, e aos negócios de importação e exportação. Ao enriquecer adquiriu o faustoso e prestigioso imóvel da Rua Direita de Angra, que antes fora de Aniceto António dos Santos e que albergara o conde de Vila Flor durante as Lutas Liberais. Na altura já se encontrava inserido na melhor sociedade angrense.
Num percurso de mobilidade social típico da época, estribando-se na ascensão social de seu pai, Jacinto Carlos da Silva casou com Margarida Sieuve de Menezes do Rego Botelho de Faria, o que o ligou às mais importantes e aristocráticas famílias da ilha, legitimando assim a ascensão social obtida pelo enriquecimento. A esposa era filha de umas das famílias da mais abastada fidalguia de Angra: o seu pai era então o mais rico proprietário da ilha Terceira, recentemente agraciado com o título de conde de Rego Botelho.

## Título Nobiliárquico
Jacinto Carlos da Silva recebeu o título nobiliárquico, vitalício por uma vida, de Visconde de Agualva por Decreto de 29 de Agosto de 1901 do Rei D. Carlos I. Com a morte do titular o título extinguiu-se.